# سانتا ماریا در ویا لاتا
سانتا ماریا در ویا لاتا (انگلیسی: Santa Maria in Via Lata) نام کلیسایی در خیابان کورسو (با نام باستانی ویا لاتا) در شهر رم است.
گفته می‌شود که پولس رسول در حالی که در بازداشت خانگی منتظر محاکمه‌اش بود، به مدت دو سال در سرداب کنونی کلیسا حبس بود. همین روایت دربارهٔ پطرس، لوقا، و یوحنای بشارت‌دهنده هم گفته شده است. گفته می‌شود که تمثال قرن سیزدهمی «آجوسوریتیسا» معجزات زیادی از خود نشان داده است. در یکی از سردابه‌های این کلیسا نقش‌برجسته‌ای اثر کوزیمو فانچلی وجود دارد. خانواده‌های ژوزف بناپارت و لوسین بناپارت در قرن نوزدهم در این مکان دفن شده‌اند.
از کاردینال‌های مشهور این کلیسا می‌توان به آدریان یکم (پیش از سال ۷۷۲)، پیتر کاپونو (۱۱۲۷–۱۱۳۳)، الکساندر ششم (۱۴۵۸–۱۴۹۲) و فردیناندو دو مدیچی (۱۵۸۷–۱۵۸۸) اشاره کرد.